# Баковецька Ірина Володимирівна
Ірина Володимирівна Баковецька-Рачковська (народилася 17 жовтня 1985 року в смт. Сосновому Березнівського району, Рівненської області) — український прозаїк, поетеса, журналістка, краєзнавець, композиторка, громадська діячка, етно-рок виконавиця.

## Життєпис
Народилася в сім'ї педагогів-музикантів.
У 2008 році закінчила Національний університет «Острозька академія», спеціальність «Філософія. Релігієзнавство» та здобула кваліфікацію магістра релігієзнавства, викладача філософських та релігієзнавчих дисциплін; у 2011 — Рівненський державний гуманітарний університет, напрям підготовки «Музичне мистецтво» (музичне мистецтво, диригент хору, артист хору); 2014 — закінчила Приватний вищий навчальний заклад «Міжнародний економіко-гуманітарний університет ім. академіка С. Дем'янчука», спеціальність — «Журналістика». Згодом здобула спеціальність «Хорове диригування» в Інституті мистецтв РДГУ та магістра журналістики в МЕГУ.
Обиралася головою Рівненської організації Національної спілки письменників України. Директор "Письменницької робітні «Оповідач». Працювала головним редактором телерадіокомпанії «Березне» (Рівненська область).

## Творчість
Автор поетичних збірок:
- «Фундаменти святинь» (2008),
- «Римовані весни» (2012),
- «Перехрестя роси» (2013),
- «Із ребра хаосу» (2015),
- «Write tomboy write! або Якби Бенксі жив у місті Ра».

У 2013 результатом 6-річної праці над архівними матеріалами, зацікавлених контактів із земляками вийшла 100-сторінкова книга, культурно-краєзнавче дослідження «Релігійне життя надслучанського краю»,
У 2018 вийшов друком детективний роман з елементами психологізму «Пластилін».
У 2020 р. вийшла збірка сучасної прози "Торчки, або Ґгрант на контрабанду". 2023 року вийшла книга "За Божим духом" (етнографічне дослідження про поминальні хліби на Рівненщині).
У серпні 2019 року розпочала співпрацю з Михайлом Дробиною  та Артемом Авручевичом, внаслідок чого був створений гурт "IoneGuard&Ethno" (згодом "Surenzh") та утворився жанр рок-поезія - суміш звучання акустичних гітар, вокальних етно вставок та читання поезії.

## Громадська діяльність
Член Національної спілки журналістів України та Національної спілки письменників України, учасниця військово-історичних реконструкцій.
Засновниця власного поетичного стилю етно-вірша. Ініціатор та організатор багатьох літературно-мистецьких проектів, серед яких основними є:
- Всеукраїнський арт-семінар «Куст» — літературна освіта, курси, лекції, семінари-практикуми в поєднанні з культурно-туристичними аспектами.
- Діяльність Молодіжної літературної платформи — реалізація молодих ініціатив, проектів у напрямку сучасного українського літературного процесу (відео-аудіолітература, літературні перформанси арт-акції, пошуки літературних талантів серед провінційної молоді.
- Проект «Літ-SIDE» в контексті рок-фестивалів на Рівненщині та в середовищі субкультури

## Відзнаки
Є лауреатом:
- літературної премії імені Михайла Дубова (2012)[5],
- літературної премії імені Валер'яна Поліщука (2014)[6],
- рівненської міської премії імені Уласа Самчука в галузі літератури (2019)[7][8],
- літературної премії імені Світочів (2020).[9][10]